# Stoneobryum
Stoneobryum là một chi rêu trong họ Orthotrichaceae.